# Agfa Karat
Mit der Karat stellte das Agfa Camerawerk München 1937 seine erste Kleinbildkamera vor, es handelte sich um eine Sucherkamera, die anfänglich spezielle Filmpatronen verwendete, die Karat-Filmpatrone. Spätere Modelle verwendeten den gewöhnlichen Kleinbildfilm vom Typ 135.

## Karat Filmpatrone

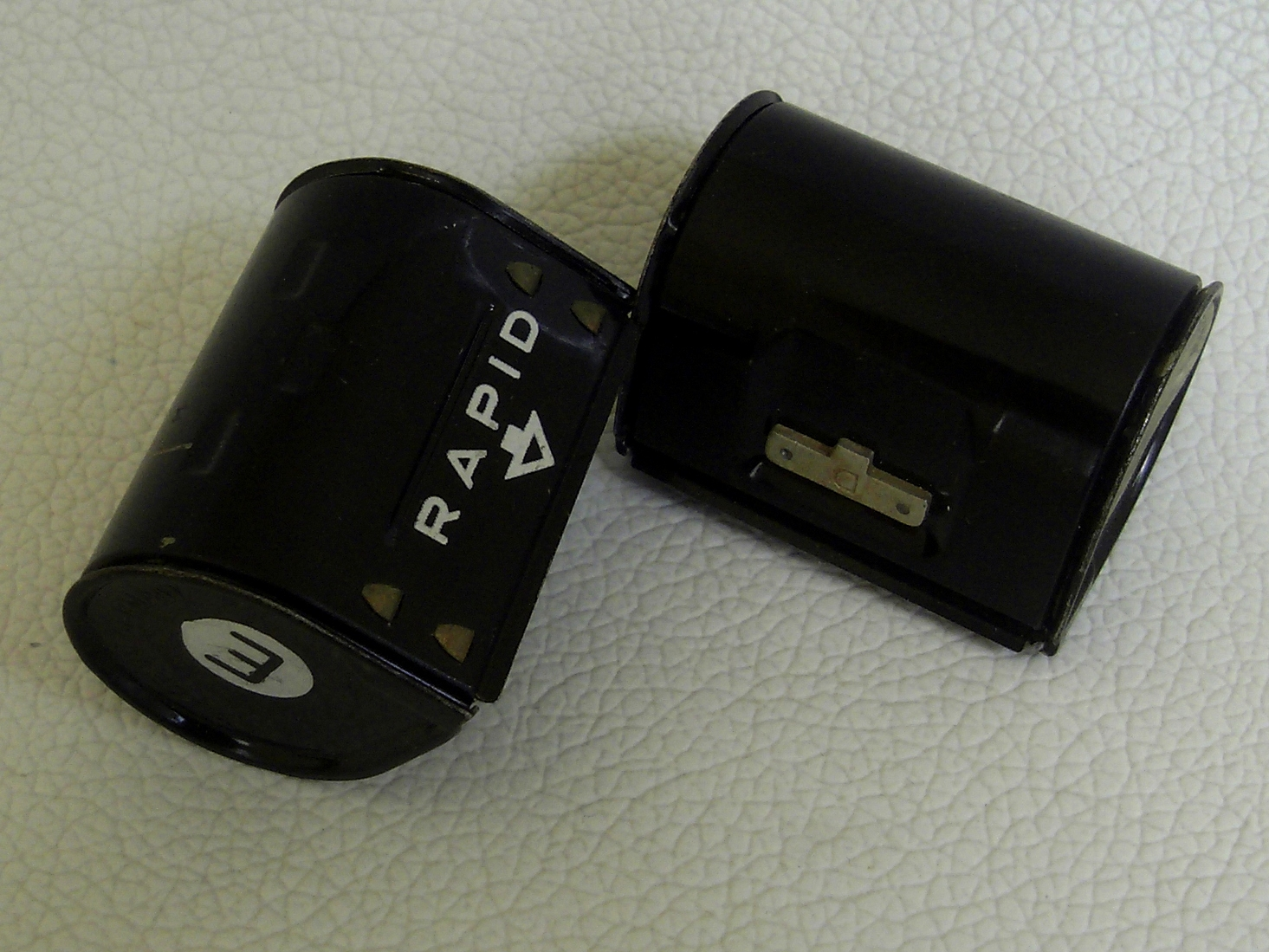
Karat Rapid Patronen

### Vorgeschichte
Die Fotografie mit dem 35-mm-Kinofilm begann 1925 mit der Leica. Dazu kaufte der Fotograf den Film als Meterware und befüllte damit spezielle Kassetten. Auch bei den nachfolgenden Modellen anderer Hersteller existierte noch kein einheitlicher Standard. Diesen schuf Kodak erst 1934 mit dem Filmtyp 135, der sich in Deutschland erst nach 1945 durchsetzte. So erschien es nicht ungewöhnlich, dass Agfas erste Kleinbildkamera eine eigene Patrone verwendete. Sie orientierte sich am Ansco Memo System.

### Die Patrone
Als Filmhersteller lieferte Agfa seinen Karat-Film fertig konfektioniert, es handelte sich um Blechpatronen ohne Kern, aus denen der Film lose herausguckte. Er brauchte nur in die Kamera eingelegt und transportiert zu werden. Dann schob er sich selbsttätig in die Aufwickelpatrone, welche man schließlich der Kamera wieder entnahm. Die bisherige Vorrats- fand dann als Aufwickelpatrone Verwendung – genau so, wie es mit den Spulen beim Rollfilm geschah. Die Patronen enthielten Film für 12 Aufnahmen im gewohnten Format 24 mm × 36 mm.

### Nachfolger
Mit Einstellung der Karat 12 geriet die Karatpatrone allmählich in Vergessenheit, Agfa ließ sie aber als Konkurrenzprodukt zum Kodak Instamatic-System als Agfa Rapid leicht modifiziert wiederaufleben.

## Karat Kameras

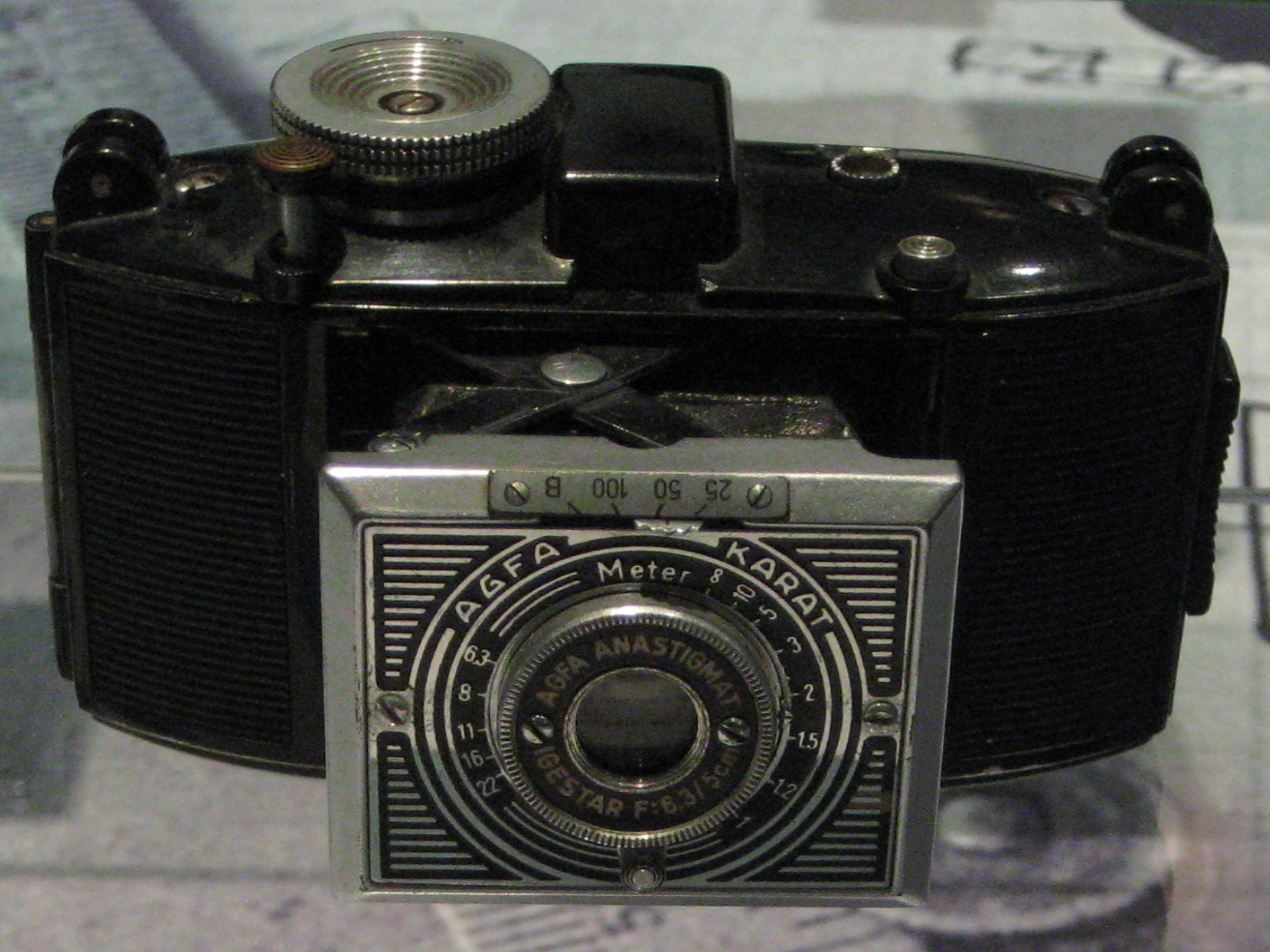
Karat 6,3 im Technikmuseum Berlin

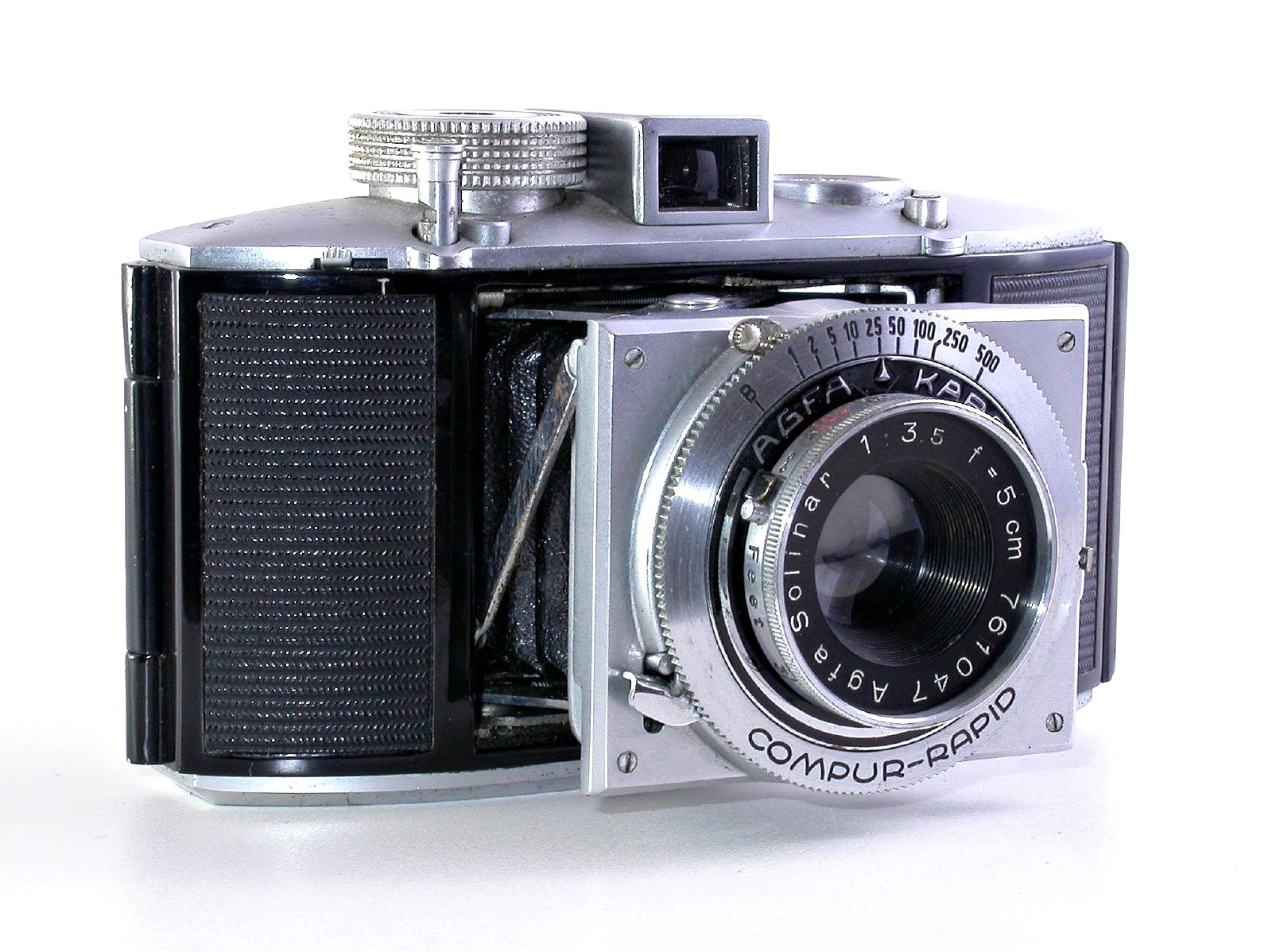
Karat 3,5

### Grundkonstruktion
Alle Karat-Kameras waren mit einem Balgen ausgestattet. Die Objektivplatte klappte allerdings nicht heraus, sondern sprang geradeaus nach vorne aus dem Gehäuse, wobei eine Scherenmechanik sie führte. Ihr fortschrittliches Merkmal war eine Doppelbelichtungssperre.

### Karat 6,3und4,5
Als erstes Modell stellte Agfa die Karat 6,3 vor, sie kostete 35 RM und besaß ein Igestar-f/6,3-Objektiv mit den von der Leica gewohnten 50 mm Brennweite. Ihr Verschluss (Agfa Automat) bot die Einstellungen 1⁄25 s, 1⁄50 s und 1⁄100 s sowie B. Die Frontplatte war ursprünglich im Art-déco-Stil gehalten, 1938 abgelöst durch eine unverzierte Oberfläche.
Die Karat 4,5 unterschied sich durch ihr Objektiv Oppar f/4,5 55 mm und kostete 49 RM. Ansonsten war sich mit dem Urmodell identisch.

### Karat 3,5
Die Karat 3,5 kostete 75 RM, bot dafür aber nicht nur ein lichtstärkeres Objektiv, sondern auch schnellere Verschlusszeiten. Ihr Objektiv Solinar f/3,5 50 mm war bereits ein Vierlinser, an ihrem Compur-Verschluss ließen sich Belichtungszeiten von 1 s bis 1⁄300 s einstellen. Der Compur Rapid reichte sogar bis 1⁄500 s, dann kostete die Kamera 85 RM.

### Karat 12

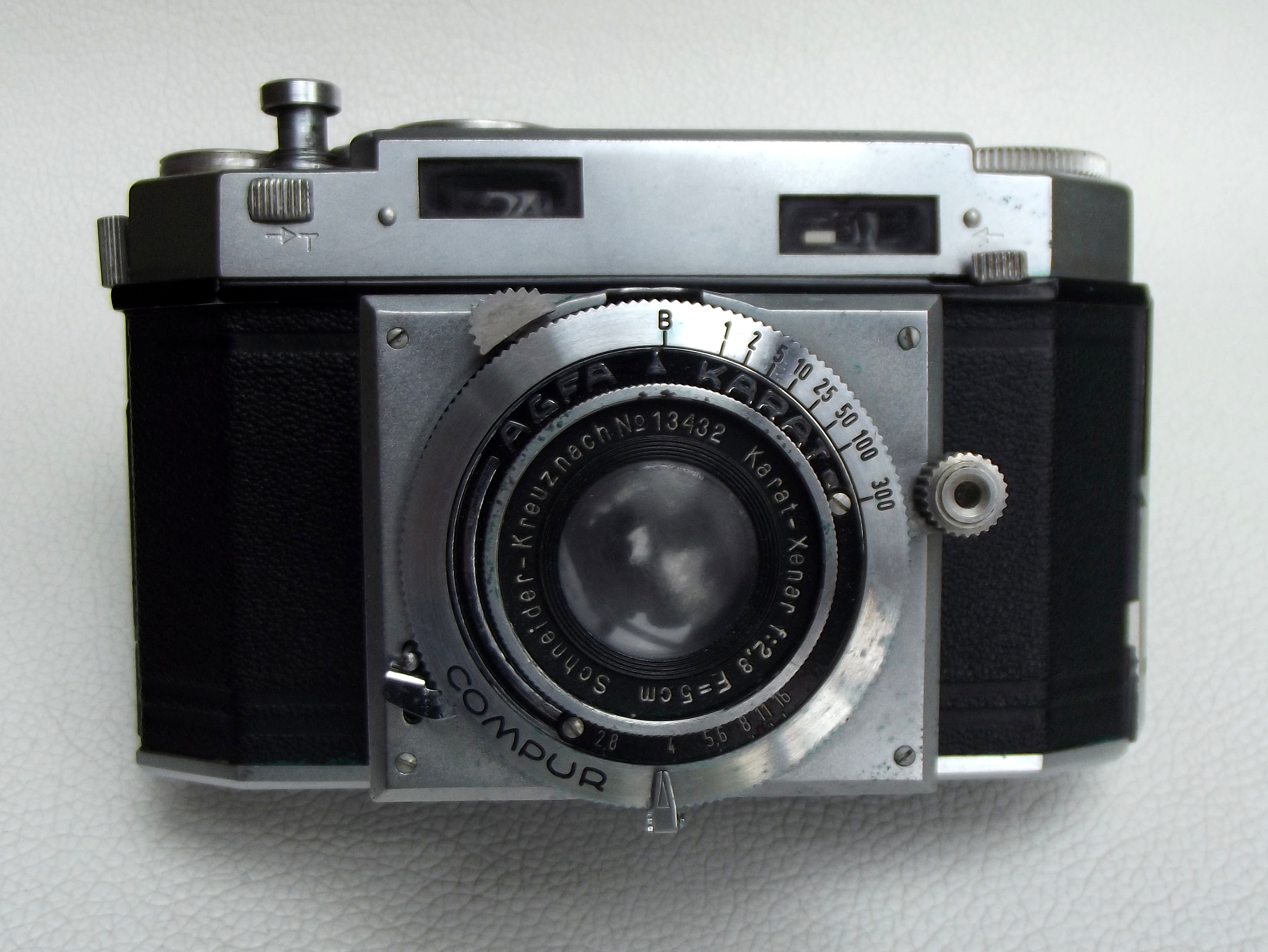
Karat 12

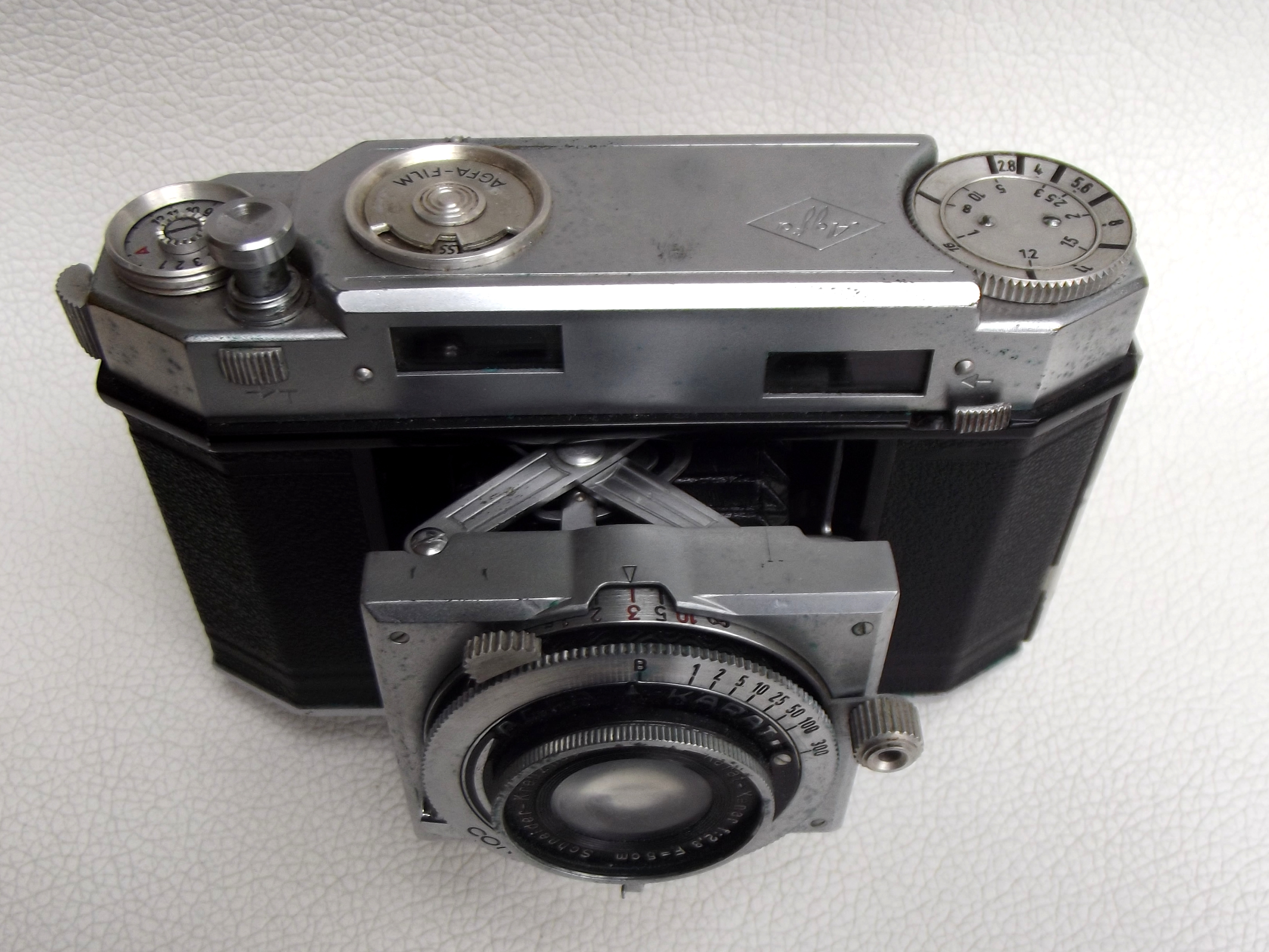
Karat 12

Zur Unterscheidung von der Karat für den Filmtyp 135 nannte man die Variante für die Karatpatronen entsprechend ihrer Bildzahl Karat 12.
Mit der Karat 12 (2,8) änderte Agfa die runde, fischähnliche Gehäuseform. Neben dem achteckigen Gehäuse verfügte die Karat 12 nun über einen Schnittbildindikator mit großflächigem Einblick, einer Kombination von Sucher und Entfernungsmesser. Dieser Schnittbildindikator machte das bisherige Schätzen der Entfernung überflüssig.
Als Objektiv kam dabei das Xenar f/2,8 50 mm zum Einsatz, es ließ sich bis f/16 abblenden. Der Compur bot die Belichtungszeiten von 1 s bis1⁄300 s und B, der Compur Rapid von 1 s bis 1⁄500 s und B. Ab etwa 1948 waren diese Verschlüsse synchronisiert. Um diese Zeit kam es auch zur vergüteten Optik sowie zum runden anstatt bisher tropfenförmigen Schnellschalthebel. Die Gehäusekappe gab es in unterschiedlichen Ausführungen:
- ohne Prägung
- mit Prägung „Agfa Raute“
- mit Prägung „Agfa Raute und Made in Germany“
- mit Prägung „Agfa Raute und Made in Germany und Karat 12“

Außerdem gab es die Kamera sowohl ohne wie auch mit Zubehörschuh sowie ohne wie auch mit aufgeschraubtem Blendenrechner.

### Karat 36
Die Karat 36 wurde zwischen 1948 und 1954 in mehreren Versionen hergestellt. Statt der speziellen Karat-Patrone verwendete man nun den standardisierten Filmtyp 135, welcher sich alsbald durchsetzte. Sie war mit folgenden Objektiven erhältlich:
- Heligon f/2,0 50 mm von Rodenstock
- Xenon f/2,0 50 mm von Schneider Kreuznach
- Xenar f/2,8 50 mm von Schneider Kreuznach, es handelte sich um einen Tessar-Typ
- Solagon f/2,0 50 mm von Agfa

Zum Fokussieren wurde nicht, wie häufig üblich, nur das Frontlinsenelement, sondern das komplette Linsensystem verstellt. Als Fokussierhilfe diente ein damit gekuppelter Messsucher.
Als Verschluss wurde der hochwertige Compur-Verschluss (Compur Rapid oder Synchro Compur) mit 1⁄500 s als kürzeste Zeit verwendet. Dieser wurde gleichzeitig mit dem Filmtransporthebel gespannt. Die schnelle Fokussierung, Filmtransport und gleichzeitiges Spannen des Verschlusses ermöglichten sehr schnelle Bildfolgen, was die Kamera vor allem bei Reportern sehr beliebt machte. Sie galt als präzises und zuverlässiges Arbeitswerkzeug. Allerdings hatte dies mit 398 DM seinen Preis.

## Benutzungs-Hinweis zur Karat 36

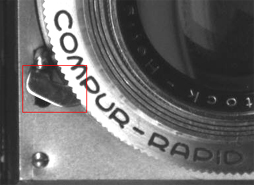
Verschlusshebel am Objektiv der Karat 36

Unter folgender Bedingung kommt es zu einer gleichzeitigen Blockade von Verschluss-Auslöserknopf und Schnellspannhebel am Kamera-Oberteil: Es wurde mit dem Schnellspannhebel zum neuen Bild transportiert und gleichzeitig der Verschluss gespannt, und danach wurde der Verschluss über den Verschlusshebel vorne links am Objektiv ausgelöst.
Weil der Verschlusshebel am Objektiv nach der Auslösung gesperrt wird, kann auch der Auslöserknopf oben auf der Kamera nicht mehr gedrückt werden. So bleibt die Doppelbelichtungssperre im Kameraoberteil ebenfalls in Funktion, darum kann der Schnellspannhebel auch nicht mehr betätigt werden.

Die nachfolgende Beschreibung zur Abhilfe verlangt zwar keine außergewöhnlichen feinmotorischen Fähigkeiten, dennoch muss an dieser Stelle klargestellt werden, dass die Ausführung der folgenden Hinweise stets auf eigene Gefahr geschieht. 

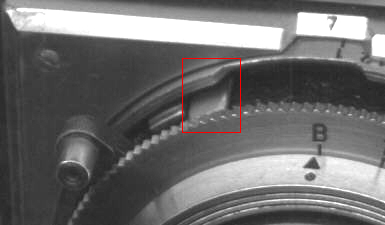
Verschlussaufzugshebel am Objektiv der Karat 36

Wird die Entfernungsskala am Objektiv auf 1 Meter eingestellt, dann ist oben am Objektiv (rechts vom Blitzgeräteanschluss) der Aufzugshebel für den Verschluss sichtbar. Dieser Hebel wird vorsichtig mit einem Streichholz, Zahnstocher oder ähnlichem im Uhrzeigersinn nach rechts bis zum Anschlag gedrückt, wo er einrastet. Nun ist der Verschluss erneut gespannt. Danach kann der Auslöserknopf auf dem Kameraoberteil betätigt werden. Damit wird der Schnellspannhebel entsperrt, und die Kamera kann weiter verwendet werden. Wurde vor der Auslösung die Objektivkappe auf das Objektiv gesetzt, dann erfolgt auch keine Doppelbelichtung auf dieser Filmstelle.